# کارداشووا رتشیتسه
کارداشووا رتشیتسه (به چکی: Kardašova Řečice) یک منطقهٔ مسکونی و شهرستان دارای شهرک سابقاً روستا در جمهوری چک است که در ناحیه ییندریخوف هرادتس واقع شده‌است. کارداشووا رتشیتسه ۲٬۱۲۹ نفر جمعیت دارد.

## خواهرخوانده
شهر Oberdiessbach خواهرخواندهٔ کارداشووا رتشیتسه هست.